# Дзедзиці (Крапковицький повіт)
Дзедзиці (пол. Dziedzice) — село в Польщі, у гміні Стшелечки Крапковицького повіту Опольського воєводства.
Населення — 445 осіб (2011).
У 1975-1998 роках село належало до Опольського воєводства.

## Демографія
Демографічна структура станом на 31 березня 2011 року:
|          | Загалом | Допрацездатний вік | Працездатний вік | Постпрацездатний вік |
| -------- | ------- | ------------------ | ---------------- | -------------------- |
| Чоловіки | 211     | 44                 | 136              | 31                   |
| Жінки    | 234     | 38                 | 143              | 53                   |
| Разом    | 445     | 82                 | 279              | 84                   |